# Jane-Kelly Williams (single)
Jane-Kelly Williams is een ep van de gelijknamige Amerikaanse singer-songwriter. Het werd in 1989 uitgegeven door het Brusselse label Les Disques du Crépuscule en was alleen in Nederland verkrijgbaar. 

## Achtergrond
Voor deze ep nam Williams twee nieuwe nummers op met de Amerikaanse producer Roger Greenawalt; Souls In Delay en A Little Happiness. De andere twee nummers waren eerder uitgebracht; Heart Tease (hier in een geremixte versie) op het debuutalbum Particular People, en His Eyes als B-kant van de single What If.